# آرمسترونغ (فيكتوريا)
أرمسترونغ (بالإنجليزية: Armstrong)‏ المعروف أيضا باسم أرمسترونغز (Armstrongs)، هي بلدة في فيكتوريا في أستراليا، تقع على الطريق السريع الغربي، شمال أرارات، في منطقة الحكومة المحلية في مدينة أرارات الريفية. بلغ عدد سكانها 88 في تعداد عام 2016.